# Daniela Witten
Pour les articles homonymes, voir Witten (homonymie).
Daniela Mottel Witten est une biostatisticienne américaine. Elle est professeure et titulaire de la Dorothy Gilford Endowed Chair of Mathematical Statistics à l'Université de Washington,. Ses recherches portent sur l'utilisation de l'apprentissage automatique pour la synthèse de données multidimensionnelles (en) .

## Formation
Witten a étudié les mathématiques et la biologie à l'université Stanford et a obtenu son diplôme en 2005. Elle y est restée pour ses recherches de troisième cycle, obtenant une maîtrise en statistiques en 2006,. Elle a reçu la bourse Gertrude Cox de la Société américaine de statistique en 2008. Sa thèse de doctorat, intitulée A penalized matrix decomposition, and its applications a été dirigée par Robert Tibshirani,. Elle a travaillé avec Trevor Hastie sur l'analyse de corrélation canonique. À l'université Stanford, elle a remporté plusieurs prix, dont une bourse présidentielle et une bourse d'études supérieures en sciences et en génie de la défense nationale. Elle a co-écrit An Introduction to Statistical Learning en 2013, un manuel largement utilisé qui en est maintenant à sa septième impression. Le livre a remporté un prix Ziegel de Technometrics (en) en 2014.

## Recherche et carrière
Witten applique l'apprentissage automatique statistique aux traitements médicaux personnalisés et au décodage du génome. Elle utilise l'apprentissage automatique pour analyser des ensembles de données en neurosciences et en génomique. Elle s'inquiète de la quantité croissante de données en sciences biomédicales.
Elle a été nommée à l'université de Washington en tant que Genetech Endowed Professor en 2010. Elle a reçu le prix de l'indépendance précoce du directeur des NIH en 2011. Elle a reçu le prix David P. Byar Young Investigator de la Société américaine de statistique pour son article Penalized Classification Using Fisher’s Linear Discriminant en 2011. Witten a contribué au rapport 2012 Evolution of Translational Omics qui a fourni les meilleures pratiques pour traduire la recherche en omique dans une clinique,. Elle a remporté un prix Genius du magazine Elle en 2012. En 2013, elle a remporté une bourse de la Fondation Alfred P. Sloan. Son groupe a développé une gamme de progiciels en libre accès. Elle est apparue dans un webinaire Big Data to Knowledge (en). Elle a donné une conférence TED à l'université de Washington intitulé Cancer by Numbers.
Elle a remporté un National Science Foundation CAREER Awards (en) en 2013, lui permettant de développer de nouvelles méthodes statistiques pour la modélisation graphique. Elle est devenue PopTech Science Fellow en 2013. Elle a été nommée dans la catégorie Science & Healthcare de Forbes 30 Under 30 en 2012, 2013 et 2014,,. En 2015, Witten a reçu le prix du jeune chercheur Raymond J. Carroll (en) de l'Université A&M du Texas. En 2018, elle a été nommée chercheuse de la Fondation Simons. Elle est rédactrice en chef adjointe du Journal of the American Statistical Association.
En 2019, l'American Public Health Association (en) lui décerne son prix Mortimer-Spiegelman.
Elle a été élue membre de la Société américaine de statistique en 2020.
En 2022, elle est lauréate du Prix COPSS.

## Engagement public et reconnaissance
Le travail de Witten a été présenté dans le magazine Forbes, le magazine Elle et sur NPR,. Elle a débattu des mégadonnées avec l'Association américaine pour l'avancement des sciences. Elle a été nommée l'une des 10 scientifiques qui font vibrer notre monde par HowStuffWorks. En 2018, elle a été célébrée par la Société américaine de statistique comme étant l'une des meilleures femmes en science des données.

## Publications
- (en) Gareth James, Daniela Witten, Trevor Hastie et Robert Tibshirani, An Introduction to Statistical Learning, Springer Verlag, coll. « Springer Texts in Statistics », 2013

## Vie privée
Daniela est la sœur cadette d'Ilana B. Witten (en) et la fille des physiciens Chiara Nappi (en) et Edward Witten. Le 17 août 2008, elle a épousé Ari Steinberg, ingénieur logiciel et directeur de Facebook à Palo Alto, en Californie. Ils ont deux enfants, nés en 2014  et 2015.